# Annascaul
Annascaul is een plaats in het Ierse graafschap Kerry.